# Arvord
Arvord är de ord som fortlevt i ett språk sedan urminnes tider. Exempel på några arvord i modern svenska:
- himlafenomen och årstider (sol, måne, stjärna)
- jord- och skogsbruk samt boskapsskötsel (havre, korn, vete, åker, plog, hjul)
- djur och natur (björn, hare, orre)
- person- och släktskapsbeteckningar (man, kvinna, jag, du, fader, moder, broder)
- kroppsdelar (ben, lår, fot, arm, hand, hjärta, öga)
- livsuppehållande funktioner (sova, vakna, sitta, stå, älska)
- hemmet (hem, hus, rum, golv)
- räkneord och prepositioner (ett, två, i, av)

Det svenska språket härstammar från den urgermanska som talades av de germanska stammarna från omkring 2000 f.Kr. Under perioden mellan omkring 100 e.Kr. till 800 e.Kr., talades ett ganska likartat språk i hela Skandinavien, den s.k. urnordiskan. Under perioden 800–1050, ibland betecknat som vikingatiden, talades ett samnordiskt språk i Skandinavien. Under hela denna tiden har arvorden utgjort den bärande stammen i språket, där nya ord uppkommit nästan helt utan påverkan från andra språk. 
När vi sedan började importera ord (s.k. lånord), främst från lågtyskan, glömdes emellertid också en hel del arvord bort, exempelvis: arvoda  →  arbeta, gift  →  gåva, härdh  →  skuldra, spyrja  →  fråga, thorlikin  →  sådan och varda  →  bliva.
Bland de etthundra vanligaste orden i svenska språket är 93 stycken arvord och de övriga sju orden är lånord från lågtyskan. Dessa hundra ord utgör dessutom cirka 45 procent av alla ord i de flesta svenska texter.
Motsatserna till arvord är lånord och (andra) främmande ord.